# Purusha
Purusha (Sanskrit, m., पुरुष, puruṣa, „Mann, Mensch, Menschheit, Person, Urseele“) ist ein zentraler Begriff in der indischen Mythologie und indischen Philosophie, besonders in der Samkhya-Philosophie. In dieser dualistischen Vorstellung steht Purusha (Geist, Mensch) im Gegensatz zu Prakriti (Natur, Urstoff). Nach einem Schöpfungsmythos im Rigveda ist Purusha der Urmensch, aus dessen Körper in einem Selbstopfer die Welt hervorkommt.

## Purusha in der indischen Literatur
Der älteste Beleg ist im Rigveda (RV.10.90) zu finden, dem sog. Purusha-Sukta, das auch die Entstehung der Kasten beschreibt. Purusha ist ein Urindividuum, aus dem die Welt und die Varnas (Kasten) entstehen. Purusha wird mit tausend Köpfen und tausend Füßen beschrieben. Er bedeckte die Erde vollständig und ragte noch darüber hinaus. Er gilt als Herrscher der Unsterblichkeit. Er breitete sich aus und zwar durch Selbstzeugung. Er entließ die Viraj (weibliches Schöpfungsprinzip) aus sich und ließ dann aus ihr die Welt gebären. Den so geborenen Purusha bringen die Götter als Opfergabe dar. In diesem Opfer wurden die Verse und Gesänge geschaffen. Die Pferde und Kühe wurden geboren. Der Mund von Purusha wurde zu den Brahmanen, die Arme zu den Kshatriyas, die Schenkel zu den Vaishyas und die Füße zu den Shudras. Aus seinem Geist wurde der Mond geboren, aus seinen Augen die Sonne. Indra und Agni kamen aus seinem Mund. Aus seinem Kopf entstand der Himmel, aus seinem Nabel das Weltall.
In der vorklassischen, dualistischen Samkhya-Philosophie ist Purusha die Urseele, der ewige, metaphysische Weltgeist, der unveränderlich ist. Purusha befindet sich in Gegensatz zur weiblich gedachten Prakriti (Natur), der Welt der Phänomene. Man stellte die Urseele und die Urmaterie als Mann und Frau gegenüber und leitete ihre Verschiedenheit aus dieser Gegensätzlichkeit her. Prakriti ist die Frau und daher das schaffende und gebärende Prinzip. Purusha ist der Mann, sein Wesen ist es, zu betrachten, zu schauen und zu erkennen. Purusha und Prakriti sind die zwei unterschiedlichen Prinzipien, auf die die Welt zurückgeführt wird.
In dem klassischen System des Samkhya wird die Welt auf zwei ewige Prinzipien zurückgeführt. Dies sind die unbewusste, aktive Urnatur (Prakriti) einerseits und die Vielzahl der geistig bewussten, individuellen Geistmonaden (Purusha) andererseits. Da in der empirischen Welt eine Vielzahl von Individuen existieren, geht die Philosophie des Samkhya von einer unendlichen Zahl von Geistmonaden aus. Der Purusha ist seinem Wesen nach reines Bewusstsein, ein ewiges Subjekt, das nie Objekt werden kann. Es erfreut sich an dem Spiel der sich entfaltenden Prakriti.
In der Bhagavadgita ist der Purusha sowohl Ursache für die Dinge in der Welt als auch Träger des Unwandelbaren, das außerhalb der Welt steht. Darüber hinaus wird von einem Purushottama gesprochen, der Himmel und Erde und die Welt dazwischen durchwaltet und umspannt. So heißt es in den Strophen 15,16 - 15,18: 
Zwei Purushas sind in der Welt: Der eine zu den Dingen ward,
Der andere wie auf einem Fels stets unerschütterlich beharrt.
Doch größer ist ein anderer noch, er wird das höchste Selbst genannt,
Der diese ganze Dreiwelt trägt, als Herr durchwaltet und umspannt.
Mehr als der wandelbare Geist bin ich. Darum in Wort und Schrift
Man mich als Allerhöchsten preist.
In der monistischen Vedanta-Philosophie ist der Purusha identisch mit Atman (Weltseele) und somit auch mit Brahman.
In den shivaitischen Texten (z. B. Lingapurana) wird Shiva als höchstes Wesen über Purusha und Prakriti gestellt. Shivas männlicher Aspekt wird mit dem Purusha und dessen weiblicher Aspekt mit der Prakriti identifiziert. Prakriti wird als die Grundlage alles Materiellen und alles Dynamischen im Universum begriffen. Auch wird die Prakriti als seine Gattin, der Purusha als sein Lingam betrachtet. Ikonografisch wird Shiva als Purusha, als Uma-Maheshvara bezeichnet; die auf seinem linken Schenkel sitzende Uma wird als Prakriti aufgefasst, also Vater und Mutter der Schöpfung.
Das Wort Purusha wird auch in den zusammengesetzten Begriffen Purushottama oder Para-Purusha verwendet. Es ist hier eine Bezeichnung für den Einen Geist, die höchste Seele, das Göttliche Selbst, die Göttliche Person. Sie steht über dem Wandelbaren (kshara) und dem Unwandelbaren (akshara) (siehe Abschnitt Bhagavadgita). Das Vastu-Purusha-Mandala (vastu, „Erde, auf der gebaut wird“) ist die Darstellung der kosmogonischen Ordnung und ein Grundprinzip der indischen Architektur.

## Mit Purusha verwandte Auffassungen von einem Urmenschen
Der Mythos von Purusha, wie er im Rigveda erstmals geschildert wird, besitzt Parallelen zu anderen indoeuropäischen Weltentstehungsmythen. Allen Mythen ist unter anderem gemeinsam, dass die Urwesen, die den absoluten Urzustand des Universums symbolisieren, aus einem Weltenei entstehen. Durch den Tod des Urwesens, das immer Nicht-Dualität, also die Vereinigung vom komplementären Prinzipien symbolisiert, entsteht die wahrgenommene Welt mit ihrer fundamentalen Dualität, z. B. werden aus den Augen des Urwesens Sonne (männlich) und Mond (weiblich). In Kambodscha und Vietnam gab es die Vorstellung, dass Buddha die Welt aus dem Körper eines Banio genannten Riesen erschaffen hatte. Dessen Schädel wurde zum Himmel, dessen Fleisch wurde die Erde, seine Knochen entwickelten sich zu Steinen und Bergen und die Haare zu Pflanzen.
Die Kalmücken kennen einen Urmenschen Manzaschiri (Name abgeleitet vom Bodhisattva Manjushri). Aus seinen Adern gingen die Bäume, aus seinen inneren Organen ging das Feuer, aus seinem Fleisch die Erde, aus seinen Knochen das Eisen, aus seinem Blut das Wasser, aus seinem Haar das Gras, aus seinen Augen Sonne und Mond, aus seinen Zähnen die sieben Planeten und aus seinem Rücken gingen die übrigen Gestirne hervor. Der chinesische Weltenschöpfer Pangu schuf am Ende seines Lebens aus sich selbst heraus die Welt. Sein Atem wurde zum Wind, seine Stimme zum Donner, das linke Auge zur Sonne, das rechte bildete den Mond, sein Blut ergab die Flüsse, sein Haar wiederum Pflanzen, sein Speichel den Regen und das an ihm haftende Ungeziefer die Menschheit.
Eine ferne Ähnlichkeit besteht zum Riesen Ymir der nordischen Mythologie. Die Erzählung Grímnismál beinhaltet die Kosmogonie und schildert, wie Ymir getötet wurde, damit sein Fleisch die Erde, seine Knochen die Berge, Blut das Wasser, seine Haare die Bäume, sein Gehirn die Wolken und sein Schädel das Himmelsgewölbe erzeugte. Einflüsse aus Zentralasien sind möglich. Eine andere Herleitung bezieht die nordische Sage auf das Slawische Henochbuch, worin die acht Urstoffe aufgezählt werden, aus denen Adams Körper besteht. Die in mehreren Varianten überlieferte Liste nennt am häufigsten: Erde wird zu Fleisch, Steine werden zu Knochen, das Meereswasser ergibt Blut, Sonne ergeben die Augen, Wolken werden zu Gedanken und der Wind wird zu Adams Atem. Hier fehlt die Herkunft von Adams Schädel, der kaum wie in der indoeuropäischen Mythe und in der vedischen Mythologie um Purusha, aus dem Himmelsgewölbe hervorgegangen sein kann.